# Juan de Santo Matía Sáenz de Mañozca y Murillo
Juan de Santo Matía Sáenz de Mañozca y Murillo (bautizado en la Ciudad de México, México el 24 de enero de 1611 - Santiago de Guatemala, Guatemala, 13 de febrero de 1675) fue un sacerdote católico mexicano, que fue obispo de Santiago de Cuba y de Santiago de Guatemala e, interinamente, capitán general del reino de Guatemala y presidente de la Real Audiencia de Guatemala de 1670 a 1672.

## Datos familiares
Sus padres fueron Pedro Mañozca, secretario del Tribunal del Santo Oficio de México, y doña Catalina Murillo. Era primo del arzobispo de México don Juan de Mañozca y Zamora (m. 1650).

## Educación
Estudió en el Colegio de San Ildefonso e hizo el noviciado jesuita, cuando apenas tenía 14 años. En 1626 se trasladó al Perú. Estudió en la Universidad de San Marcos de Lima y en ella obtuvo el doctorado en Sagrados Cánones.

## Primeros cargos eclesiásticos
En el Perú fue abogado del Real Fisco e Inquisidor, canónigo doctoral de la catedral de Lima  y maestrescuela en la catedral de Arequipa. De regreso en México fue segundo inquisidor y participó en varios autos de fe y procesos importantes. El 2 de febrero de 1651 los hermanos de la Tercera Orden de Francisco lo eligieron Hermano mayor, aceptando el cargo y señalando como su coadjutor a Urbado Muñoz, boticario y primer conciliario de dicha Orden. 

## Obispo de Santiago de Cuba
El 5 de septiembre de 1661 el papa Alejandro VII lo designó como obispo de Santiago de Cuba. El 23 de julio de 1662 recibió los bulas pontificias que otorgaban su nombramiento y cesó en su cargo de inquisidor. El 16 de agosto de 1662 salió de México hacia Puebla de los Ángeles y allí fue consagrado el día 24 de ese mismo mes por don Diego de Osorio y Llamas, obispo de Puebla. El 15 de mayo de 1663 salió de la Ciudad de México rumbo a Veracruz y allí se embarcó el 7 de julio siguiente con destino a Cuba. Tras haber visitado varias de las principales villas de la diócesis se trasladó a Santiago de Cuba, en junio de 1664. Allí trató de reunir al clero que se encontraba disperso a consecuencia de la huida al campo de los pobladores de aquella ciudad, con motivo del ataque, saqueo e incendio de piratas ingleses. También se ocupó de reconstruir la catedral. Regresó a principios de septiembre de 1664 a La Habana, donde dictó varias providencias y contribuyó con su presencia a realzar las fiestas celebradas con motivo de lo aclamación y jura del rey Carlos II. En el año 1666 reedificó la parroquial mayor habanera; y en Sancti Spiritu se esforzó en atender la reparación de una iglesia destruida por el filibustero francés Pierre Legrand el 26 de diciembre de 1665. Contribuyó igualmente a la fundación de la iglesia y hospital de San Francisco de Paula, en La Habana.

## Obispo de Guatemala
El 27 de febrero de 1668 fue trasladado al obispado de Guatemala. Salió del puerto de La Habana para Veracruz el 4 de marzo siguiente. Tomó posesión de su nueva diócesis el 13 de junio de 1668. 
El 28 de enero de 1669 estableció canónicamente la Archicofradía del Santísimo Sacramento en la Catedral. El 30 de octubre de ese mismo año bendijo la primera piedra de su nueva Catedral, que fue la tercera de que tuvo Guatemala.

## Presidente interino de la Real Audiencia de Guatemala
Debido a una serie de acusaciones contra el presidente de la Real Audiencia de Guatemala, don Sebastián Álvarez Alfonso Rosica de Caldas, la reina regente doña Mariana de Austria lo nombró como presidente interino de la Audiencia y capitán general de su distrito, y le encargó llevar a cabo el proceso contra su predecesor. El 28 de octubre de 1670 recibió el nombramiento y el 29 asumió el gobierno. Según escribió el sacerdote Manuel Lobo el 18 de noviembre de 1670: "Entró el señor obispo en el gobierno con mucha aceptación y general aplauso, porque su capacidad, experiencia y autoridad han prometido muy seguros aciertos, hasta ahora no ha comenzado a disponer las materias y en todas procede muy a lo Inquisidor, con espera y silencio." En efecto, la investigación contra Álvarez Alfonso avanzó muy lentamente, hasta el punto de que dicho funcionario murió el 31 de enero de 1673 sin que el proceso hubiera concluido.

## Sus últimos años
Monseñor Sáenz de Mañozca entregó el poder el 9 de junio de 1672 al general Fernando Francisco de Escobedo, designado como nuevo presidente de la Audiencia, pero continuó como juez de la causa contra Álvarez Alfonso, hasta concluirla el 27 de junio de 1673. También continuó al frente de la diócesis de Guatemala. En 1674 la Corona propuso su nombre al Papado para el obispado de Puebla de los Ángeles, pero aunque el papa Clemente X lo designó como tal el 17 de junio de 1675, para esa fecha Sáenz de Mañozca ya había fallecido. Fue sepultado en la catedral de Santiago de Guatemala.